# The Brown Wallet
The Brown Wallet is een Britse misdaadfilm uit 1936 onder regie van Michael Powell. De film is wellicht zoekgeraakt.

## Verhaal
De uitgever John Gillespie is bankroet, wanneer zijn vennoot er met het geld vandoor gaat. John gaat bedelen bij zijn rijke tante, maar zij weigert hem geld te lenen. Op weg naar huis vindt hij een bruine portemonnee met 2000 pond. Hij besluit het geld te houden en niemand iets te vertellen. Kort daarna wordt de tante van John dood teruggevonden. Haar geld blijkt ook te zijn gestolen. De politie ziet John als de hoofdverdachte.

## Rolverdeling
| Acteur           | Personage        |
| ---------------- | ---------------- |
| Patric Knowles   | John Gillespie   |
| Nancy O'Neil     | Eleanor          |
| Henry Caine      | Simmonds         |
| Henrietta Watson | Tante Mary       |
| Charlotte Leigh  | Juffrouw Barton  |
| Shayle Gardner   | Wotherspoone     |
| Edward Dalby     | Minting          |
| Eliot Makeham    | Hobday           |
| Bruce Winston    | Julian Thorpe    |
| Jane Millican    | Juffrouw Bloxham |
| Louis Goodrich   | Lijkschouwer     |
| Dick Francis     | Rechercheur      |
| George Mills     | Rechercheur      |